# Michael Færk Christensen
Michael Færk Christensen (født 14. februar 1986 i Hobro, Danmark) er en dansk cykelrytter, som kører både landevejscykling og banecykling. På landevejen kører han for Glud og Marstrand Horsens.
Han var en del af det danske hold, der ved OL i Beijing 2008, fik sølv i 4 km holdforfølgelsesløb for mænd.